# Nathalie Brydolf
Maria Nathalie Brydolf, född 25 april 1995 i Stockholm, är en svensk sångerska. Hon deltog i Idol 2018 på TV4 där hon den 16 november 2018 slutade på en sjätteplats. Hon var även med i Bachelor 2019.
Brydolf tävlade i Melodifestivalen 2021 med låten "Fingerprints" som är skriven av Andreas "Stone" Johansson, Etta Zelmani, Laurell Baker och Anna-Klara Folin. Hon gick inte vidare och slutade på en sjunde plats i första deltävlingen.